# Exhibición de flores de Chelsea

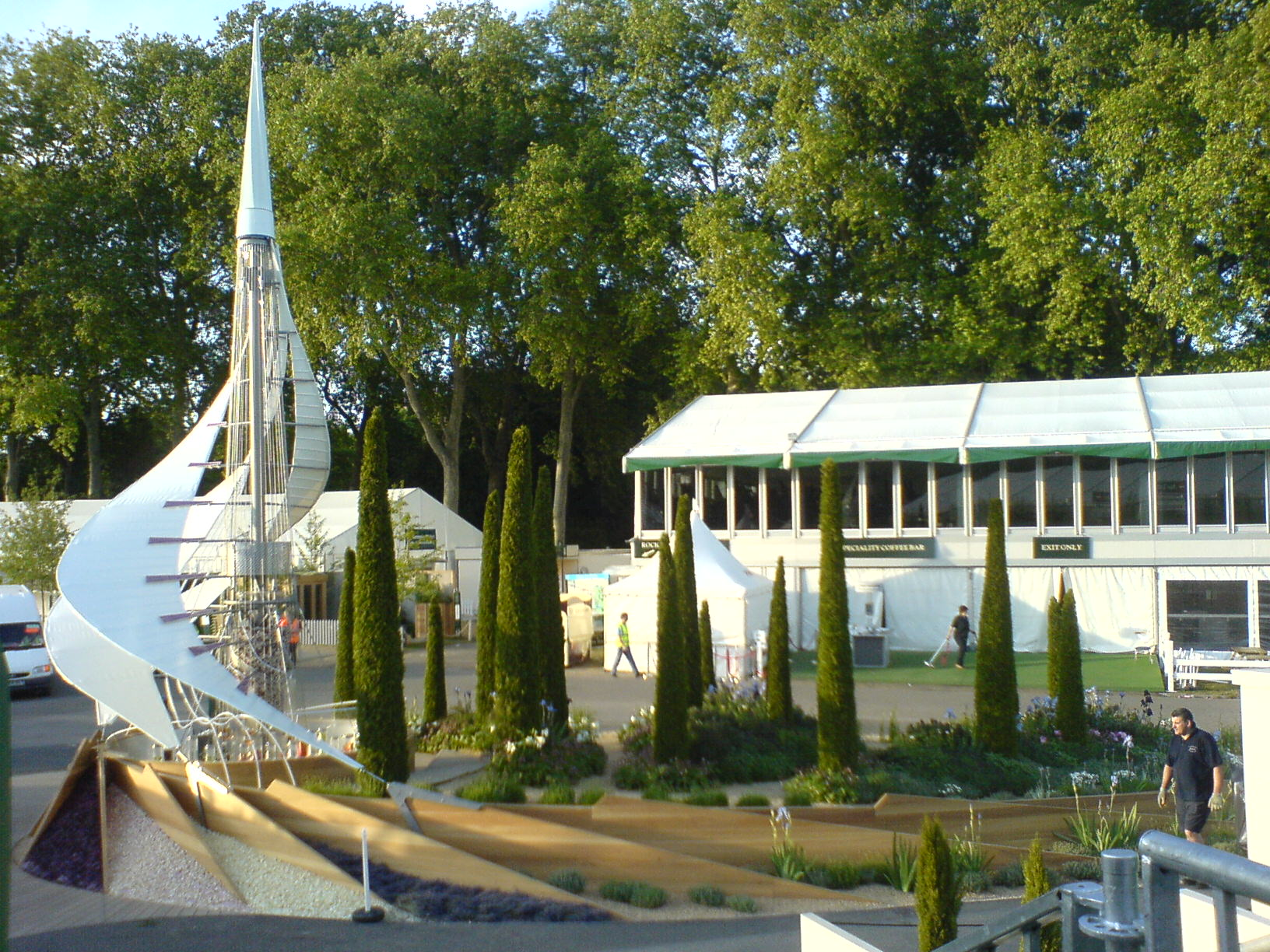
Pabellón principal en el RHS Chelsea Flower Show 2009

El RHS Chelsea Flower Show, formalmente conocido como Great Spring Show, es una exhibición y concurso de jardines que la Royal Horticultural Society (RHS) lleva a cabo durante cinco días en mayo en los terrenos del Royal Hospital Chelsea en Chelsea, Londres . Celebrado en Chelsea desde 1912, al espectáculo asisten miembros de la familia real británica.
Lo más destacado del Chelsea Flower Show incluye los jardines vanguardistas diseñados por nombres destacados con Floral Marquee en el centro. La Muestra también cuenta con jardines más pequeños como the Artisan and Urban Gardens.

## Historia

### Great Spring Show
El primer Gran Espectáculo de Primavera de la Royal Horticultural Society se llevó a cabo en 1862, en el jardín de la RHS en Kensington. Antes de esta fecha, la RHS había realizado exhibiciones de flores desde 1833 en su jardín en Chiswick, que a su vez habían sido precedidas por fiestas. Se eligió el jardín de Kensington como lugar porque las exhibiciones de flores en Chiswick estaban experimentando una caída en el número de visitantes debido a problemas como las malas conexiones de transporte. El Great Spring Show se celebró en Kensington durante veintiséis años, pero en 1888 la RHS decidió trasladar el espectáculo al corazón de Londres. 
El sitio elegido fueron los "Temple Gardens", situados entre Embankment y Fleet Street, que tenían una historia registrada que data de 1307 y que se decía que databan de la época de los Caballeros Templarios . Las rosas por las que estos Jardines del Templo fueron famosos fueron mencionadas en "Enrique VI Parte 1" de Shakespeare . Usando dos carpas requisadas de los antiguos espectáculos de Kensington, el espectáculo de 1888 fue un éxito con exhibiciones tanto de aficionados como de empresas comerciales. En 1897 se estaban utilizando cinco carpas y muchos de los comerciantes de plantas y semillas más conocidos se sintieron atraídos por el evento, incluidos Suttons and Sons .

### Real Exposición Internacional de Horticultura
En 1912, el Temple Show se canceló para dar paso a la Royal International Horticultural Exhibition . Sir Harry Veitch, el gran viverista, aseguró los terrenos del Royal Hospital de Chelsea para este evento único.

### Royal Hospital, Chelsea - principios delsigloXX
La RHS se involucró por primera vez con el Chelsea Hospital en 1905. Tres años antes, había alquilado los terrenos de Holland House en Kensington para celebrar lo que primero se anunció como Coronation Rose Show, pero que se convirtió en un espectáculo más general (sin muchas rosas) cuando se inauguró en junio. 
En 1903 y 1904 se llevaron a cabo otros dos espectáculos de verano de dos días en Holland House, pero luego, para satisfacción general de los expositores y la prensa, se organizó un espectáculo de verano de tres días en los terrenos del hospital, un sitio más espacioso que el de Holland House, con espacio para cinco carpas. 
The Summer Shows volvió a Holland House durante los años posteriores, excepto en 1911, cuando tanto este como Chelsea no estuvieron disponibles, y el Show se llevó a cabo en la sala de exposiciones Olympia.
La Exposición Real Internacional de Horticultura de 1912 demostró, en un momento en que las quejas del Templo aumentaban anualmente, cuan excelente era el lugar para una exposición proporcionaban los terrenos del Hospital de Chelsea. En consecuencia, para 1913, el Gran Espectáculo de Primavera se trasladó allí. El primer Chelsea Flower Show abrió el 20 de mayo. El espectáculo de verano volvió a Holland House. A pesar de la Primera Guerra Mundial, el espectáculo se llevó a cabo entre 1914 y 1916, pero se canceló en 1917 y 1918.
En la década de 1920, el Chelsea Flower Show estaba de nuevo en pleno apogeo, se establecieron las famosas fiestas de té de Chelsea y se reanudaron las visitas reales. En 1926 el espectáculo se celebró con una semana de retraso debido a la Huelga General.
En 1937, el rey Jorge VI y la reina Isabel celebraron su año de coronación y, para conmemorar la ocasión, se organizó una magnífica Exposición del Imperio. Presentaba zarzos de Australia, pinos de Canadá, brillantes gladiolos del este de África e incluso una gran tuna de Palestina.
El espectáculo fue cancelado durante la Segunda Guerra Mundial, ya que la Oficina de Guerra requirió el terreno para un puesto antiaéreo. Surgieron algunas dudas sobre si el espectáculo se reanudaría en 1947. La mayoría de los expositores querían un aplazamiento, ya que las existencias de plantas eran bajas, el personal estaba muy agotado y el combustible para los invernaderos solo se podía obtener con permisos especiales, pero Lord Aberconway (entonces presidente de la RHS) y el Consejo de la RHS sintieron que el espectáculo debería reanudarse tan pronto como sea posible. como sea posible. Al final resultó que, el espectáculo siguió adelante en 1947 y fue un gran éxito.

### Royal Hospital, Chelsea - finales delsigloXX

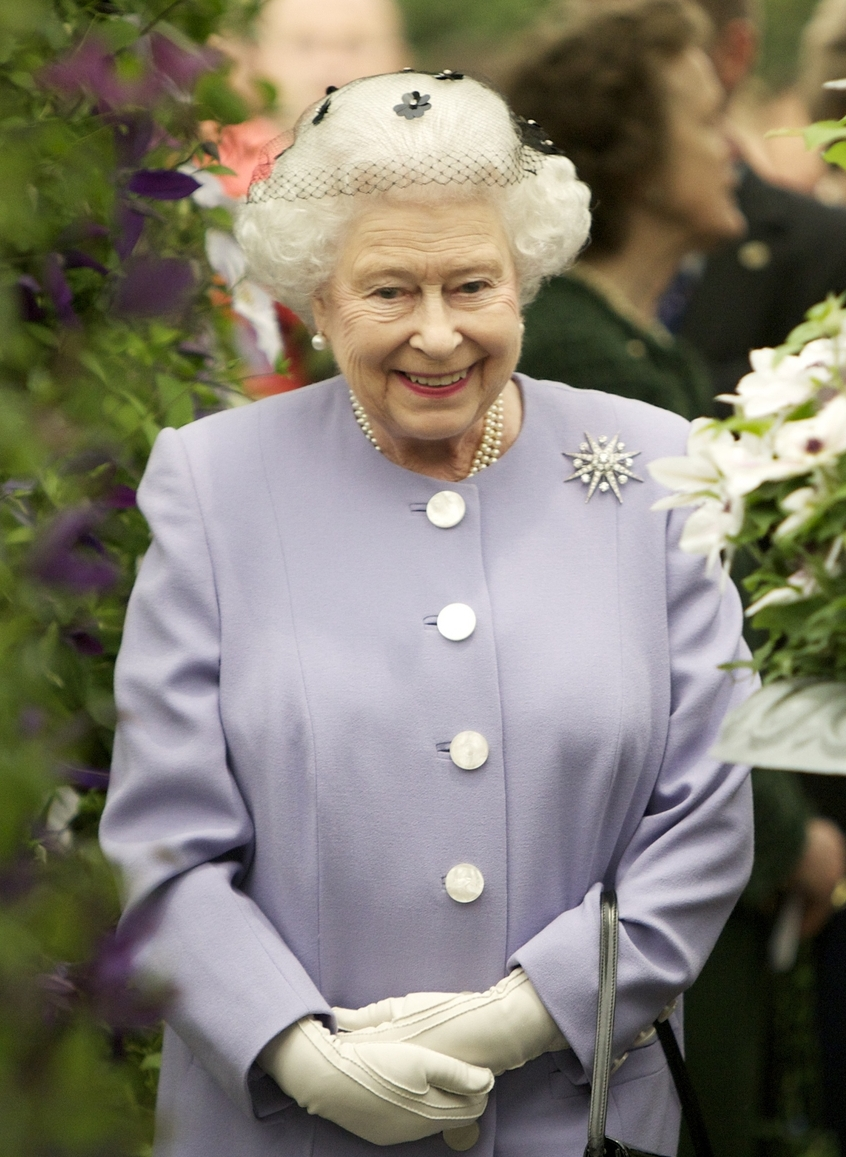
La reina Isabel II en el desfile de 2012

La coronación de la reina Isabel II en 1953 fue motivo suficiente para una exhibición de flores que reflejó el ambiente festivo del país. La mayoría de los miembros de la familia real asistieron ese año. Debido a otros compromisos, el único miembro de la familia que no pudo asistir fue la propia Reina.
Y el Show aumentó su popularidad a lo largo de la segunda mitad del siglo, hasta que su popularidad se convirtió en su principal problema. El hacinamiento dentro de las tiendas había sido un estribillo recurrente durante los años de entreguerras, pero siempre se dominaba aumentando el número de tiendas; las fotografías muestran grandes multitudes al aire libre, especialmente en las inmediaciones de los jardines de rocas. A medida que avanzaba la década de 1970, la asistencia al Chelsea Show aumentó hasta 6.000 visitantes en un solo año (1978). En 1979, el hacinamiento se volvió tan severo en las mañanas que los torniquetes se cerraron temporalmente y estaba claro que se necesitaba alguna acción de emergencia. Se decidió abrir el Salón a las 8 de la mañana del próximo año, y cerrarlo a las 8.30 de la tarde, con precio reducido para la entrada a partir de las 16.00 horas, para intentar desviar a la gente del horario de la mañana; y se dispuso un sistema unidireccional en la marquesina (un recurso que había sido rechazado como impracticable 20 años antes).

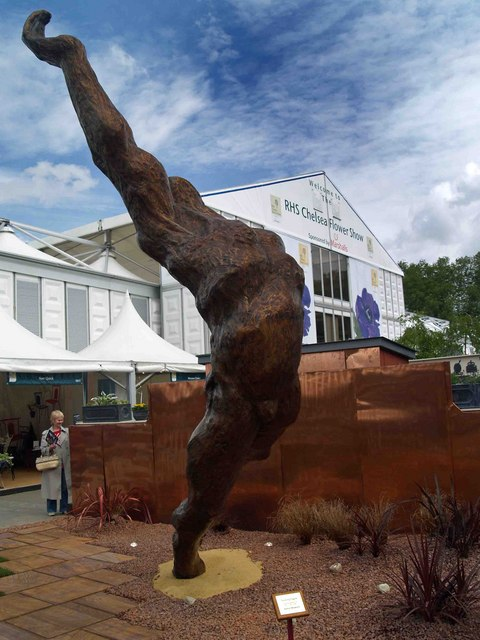
Estatua frente al gran pabellón en la feria de 2009

Los arreglos funcionaron mejor de lo esperado en 1980, cuando una escasa mayoría del Consejo votó a favor de la imposición de un tope en el número de entradas vendidas. Pero el número siguió aumentando, y en 1987 se cerraron nuevamente los torniquetes. En 1988 se impuso un límite de 40.000 visitantes por día -una reducción de 90.000 en total respecto al año anterior- y se cobró entrada a los socios por primera vez. Una respuesta inmediata fue una caída en la asistencia; en abril, la reserva de boletos fue tan lenta que se sacaron anuncios nacionales para alentar a las personas a venir a Chelsea, y se rescindió el anuncio original de que los boletos no estarían disponibles en las puertas. 1988 fue también el primer año en que los revendedores de boletos hicieron sentir su presencia, y la RHS sintió la frustración de ver sus boletos vendidos con un margen considerable sin poder hacer nada.
Un Consejo alarmado, comenzó ahora a considerar seriamente la idea de trasladar el espectáculo a un lugar más grande. Se sugirieron Battersea Park, Osterley Park y Wisley ; una propuesta fue que Chelsea debería limitarse a las ventas de plantas y los artículos diversos se desviarían a otra parte; Se contrató a la firma Land Use Consultants para preparar un estudio de factibilidad y, después de examinar todas estas opciones, se concluyó que la Feria debería quedarse en Chelsea. El verdadero rescate provino de la expansión del programa de espectáculos a otros lugares, y en particular de la adquisición del Hampton Court Palace Flower Show en 1993: las mayores opciones tanto para los miembros como para los expositores significaron que las intensas críticas y el conflicto de la década de 1980 sobre el futuro del Show no volvió.

## El Chelsea Flower Show hoy en día

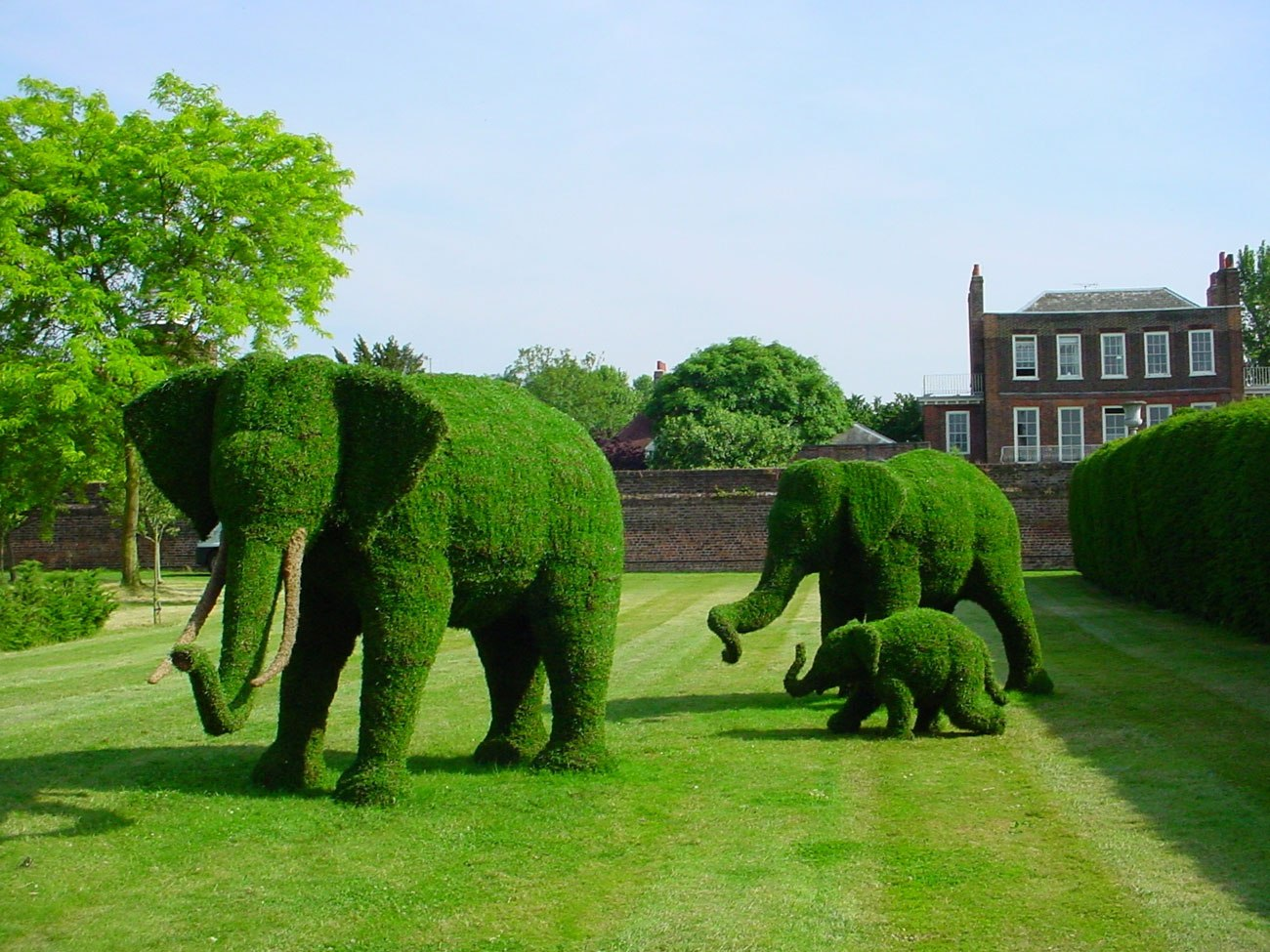
Elefantes Topiarios en el Chelsea Flower Show 2014

El Chelsea Flower Show recibe mucha publicidad. Asisten 157.000 visitantes cada año (un número limitado por la capacidad de las 11 acres (44 515,5 m²)   suelo), y todas las entradas deben comprarse con antelación. A partir de 2005, el espectáculo se incrementó de cuatro días a cinco, y los dos primeros días solo estaban abiertos a los miembros de la RHS. El espectáculo está ampliamente cubierto por la televisión por la BBC. Varios miembros de la familia real británica asisten a una vista previa del espectáculo, como parte del patrocinio real de la RHS. El área de tierra dedicada a los jardines de exhibición aumentó constantemente entre 1970 y 2000 y la feria se ha convertido en un lugar importante para observar las tendencias. A menudo se lanzan nuevas plantas en la feria y la popularidad de las variedades más antiguas revive bajo el enfoque del mundo de la horticultura. Es el diseño de jardines equivalente a una pasarela en un desfile de moda.
Los aspectos más destacados del RHS Chelsea Flower Show 2011 incluyeron The Irish Sky Garden de Diarmuid Gavin basado en la idea de un restaurante en el cielo. Otros jardines espectaculares incluyeron el Jardín HESCO del Ayuntamiento de Leeds, que reconstruyó una impresionante e idílica rueda hidráulica en funcionamiento en los terrenos del Royal Hospital.
La feria de 2011 también vio la introducción de la nueva categoría de jardín artesanal, que fue creada para diseñadores que utilizan materiales naturales.

## Premios
Hay cuatro grados de premios: oro, plata dorada, plata y bronce, en cada una de las categorías enumeradas a continuación. Las exhibiciones de grado bronce en realidad no reciben una medalla

### Categorías de premios
- Flora Jardines y exhibiciones florales
- Hogg Exhibiciones de árboles
- Knightian Exhibiciones de verduras, incluidas las hierbas
- Lindley Exhibiciones de especial interés educativo o científico
- Grenfell Exhibiciones de cuadros, fotografías, arreglos florales y floristería

### Premios especiales
- Premio al mejor jardín de espectáculos
- Premio al mejor patio jardín
- Premio al Mejor Jardín Chic
- Premio al Mejor Jardín de la Ciudad
- Tazón de artículos varios RHS
- Trofeo de exhibición RHS Junior
- Trofeos de arreglo floral RHS
- Trofeos de floristería RHS
- Certificados de Mérito
- Certificados para Junior Displays
- Premio del presidente de RHS
- Premio al mejor puesto comercial de RHS
- Premio del director general de RHS al Mejor Stand Comercial

## Importantes jardines y exhibiciones
- 1929 Exhibición de cactus estadounidenses de la Sra. Sherman Hoyt, completa con fondos pintados que representan el desierto de Mojave, que fue adquirido para Kew y tuvo su propio invernadero allí durante más de medio siglo, antes de ser absorbido por el Conservatorio Princesa de Gales.
- 1930 Jardines de césped de J. Macdonald: la voz solitaria que declara los méritos de los céspedes ornamentales para su generación
- Exposición 'Dingley Dell' de Hilliers de 1936
- 1937 Año de la Coronación: Exposición del Imperio, con exhibiciones de plantas ornamentales y económicas de todo el Imperio.
- 1953 Otro año de coronación: William Wood de Taplow organizó un jardín 'Cutty Sark'
- 1959 The Times 'Garden of Tomorrow', completo con cortadora de césped controlada por radio
- 1960 La gran exhibición de orquídeas para acompañar la Tercera Conferencia Mundial de Orquídeas
- 1964 Popular Gardening 's 'Jardín de hoy'
- 1967 El primer jardín para discapacitados en Chelsea
- 1968 Exhibición de hostas de Wisley, que dio un gran impulso a su popularidad.
- 1980 Exhibición de penjing de China
- 1982 Exhibición de aurículas de Brenda Hyatt, que hizo que estas plantas volvieran a ser populares.
- 1988 Jardín de abejas de John Chambers. Este fue el último año en que se otorgó la Wilkinson Sword al Mejor Show Garden.
- 1991 La RHS restableció el premio Best Show Garden Award junto con Fiskars (que eran los propietarios de la marca Wilkinson y estaban relanzando la marca Fiskars). El nuevo premio fue la Espada de la Excelencia y fue entregado por el presidente de RHS al Daily Express Garden 'The Forgotten Pavilion' diseñado por John Van Hage, quien se convirtió en el diseñador más joven en ganar una medalla de oro de RHS en Chelsea.
- 1993 El jardín junto al mar de Julie Toll ganó de forma controvertida la efímera Fiskars Sword of Excellence al mejor jardín de exhibición, descrito por David Stevens como "un jardín de dunas de arena que estaba bien plantado y era hermoso, pero los visitantes decían que no era un jardín".
- 1994 Jardín Old Abbey de Isabel y Julian Bannerman's Daily Telegraph con una exhibición virtuosa de trasplante de árboles maduros. El Sunday Express Railway Garden de Julian Dowle era un jardín temático muy popular que presentaba artefactos ferroviarios, flores silvestres, un huerto y una hermosa exhibición colorida de plantas caseras.
- 1996 Jardín en la azotea de Dan Pearson en Londres para la década de 1990
- 1997 Jardín latino de Christopher Bradley-Hole, el primer jardín en Chelsea en exhibir la nueva moda para la siembra escasa
- 2000 El jardín Le Nôtre de The Garden History Society y el jardín ganador 'Evolution' de Piet Oudolf
- 2002 Mary Reynolds se convirtió en la diseñadora de jardines más joven en ganar una medalla de oro en la feria.
- 2004 Turismo de Nueva Zelanda presentó el primer auténtico jardín termal de Nueva Zelanda titulado "Ora Garden of Well-being", ganando una medalla de oro.
- 2009 Paradise in Plasticine de James May, un jardín hecho completamente de plastilina . Su concepto y creación fue documentado para Toy Stories de James May .
- 2010 El Kebony Naturally Norway Garden diseñado por Darren Saines. Era la primera vez que Noruega estaba representada en el Chelsea Flower Show con un gran jardín. Fila tras fila de orquídeas exóticas de Taiwán, presentadas por la Asociación de Cultivadores de Orquídeas de Taiwán (TOGA).[5] Esta fue la primera vez que Taiwán fue invitado al Chelsea Flower Show.[6][7]
- 2011 Jardín del cielo irlandés de Diarmuid Gavin . Este fue el primer jardín suspendido en el aire.
- 2016 Una exhibición de 300 000 amapolas tejidas individualmente a ganchillo, cubriendo casi 2000 m2, diseñada por Phillip Johnson y realizada por más de 50 000 colaboradores.[8]
- 2022 El Jardín del Jubileo de Platino de la Reina. Se presentaron siluetas de acero cortadas con láser de la Reina, rodeadas de 70 macetas de terracota plantadas con Lily of the Valley, la flor favorita de la Reina.[9][10]